# Galluccio
Galluccio è un comune italiano sparso di 2 005 abitanti della provincia di Caserta in Campania; si trova ai piedi della falda sud-orientale del monte Camino.
Sede comunale è la frazione San Clemente.

## Geografia fisica
Il comune di Galluccio si estende su un'area di trentadue chilometri quadrati, tra le falde di monte Camino ed il gruppo vulcanico di Roccamonfina, fa parte del territorio della Comunità montana Monte Santa Croce.

## Origini del nome
La denominazione Galluccio deriverebbe del comandante (Trebonio Gallo) di una delle colonie che i Romani dedussero nel territorio, in un primo tempo detta Gallico, poi Gallicio ed infine Galluccio.
Un'altra ipotesi però fa risalire il nome ad un'antica radice linguistica (wal), indicante il fuoco: fuoco dei vulcani, di cui la zona era ricca, ed in particolare il vulcano di monte Friello, prossimo a Galluccio. Una testimonianza del nome Gallico si trova in uno scritto del Manzi, sulla vita di san Gaudenzio: "Ebbe origine il beato Gaudenzio nelle parti di Campania nel tempo regnava l'empio e crudele Teodorico… In questo tempo ancora S. Ilario abate et eremita insieme col beato Gaudenzio, nelli confini della regione di Campania in paese detto Gallico, dove per lungo tempo vissero insieme di vita eremitica".

## Storia

### Origini
Il territorio del comune di Galluccio fu abitato fin dall'età paleolitica, ma coloro che lasciarono un'orma indelebile furono gli Aurunci. Successivamente, a partire dal IV secolo a.C. i Romani stabilirono nel territorio delle colonie, dopo aver sconfitto Aurunci, Sidicini, Caleni e Sanniti.

### Medioevo
Nel corso del X secolo anche Galluccio dovette subire le incursioni dei Saraceni, che risalivano la valle del Garigliano, dalla loro base presso il fiume: alle falde del monte Camino questi costruirono un caposaldo per difendersi dagli attacchi delle truppe della Lega, guidata dal papa Giovanni X. Ancora oggi, in quel luogo, esiste un borgo denominato "Saraceni". Dopo la sconfitta dei Saraceni, i principi di Capua, che avevano partecipato alla Lega ed alla battaglia del Garigliano, nell'anno 915, con il beneplacito del Papa, costruirono una roccaforte, nel territorio di Galluccio, su un'altura circondata da rupi e protetta dall'acqua del fiume Peccia.
I discendenti dei Signori di Capua, principi longobardi, costruttori della roccaforte, assunsero il nome "Galluccio" ed ebbero come stemma un gallo rosso in campo d'argento. La famiglia Galluccio costituì un feudo attorno alla roccaforte e lo detenne fino all'anno 1480, confermata in questo possedimento da riconoscimenti reali, come quello del re Carlo I, che nel 1281 conferì il titolo di barone a Pietro e Riccardo Galluccio, onorandoli con il titolo di "cavalieri e fedeli". Nel 1283 lo stesso Pietro Galluccio fu nominato viceré di Terra di Lavoro, oltre il Volturno. Nel 1309 il barone Riccardo Galluccio ricevette dal re Roberto il titolo di "cavaliere fedele e diletto". Nel 1480 il re Ferrante assegnò il feudo di Galluccio a Rossetto Fieramosca, il quale lo lasciò in eredità ad Ettore Fieramosca.
Dopo l'anno Mille, Galluccio conobbe dei nuovi conquistatori: i Normanni. Il re Ruggiero il Normanno, dopo essersi proclamato duca di Puglia e di Calabria e re di Sicilia, con la Dieta di Melfi, si riconobbe re di tutta l'Italia meridionale e, alla morte di papa Onorio II, si schierò a favore dell'antipapa Anacleto, contro il legittimo pontefice Innocenzo II. Dopo la morte di Anacleto, Innocenzo II scomunicò il Normanno e, alla testa di un esercito, marciò contro di lui, ingaggiando battaglia presso San Germano. Ruggiero allora si rifugiò nella roccaforte di Galluccio, dove fu assediato dalle truppe pontificie. Il Papa però cadde prigioniero, in un'imboscata tesagli da Ruggiero di Puglia, il figlio di Ruggiero, e fu condotto al cospetto di quest'ultimo, nel castello. Ruggiero tuttavia si gettò ai piedi del Papa, chiedendogli perdono: il pontefice allora glielo concesse assieme con la pace. Era il 22 luglio 1139. Dopo la battaglia di Galluccio, Ruggiero il Normanno, nel castello di Mignano, fu riconosciuto ufficialmente da papa Innocenzo, con un trattato, come re di Sicilia e duca di Puglia e Calabria.
Dopo questi avvenimenti, la roccaforte di Galluccio venne ampliata e tutto il territorio circostante divenne sede di centri abitati da contadini, che lavoravano la terra loro concessa dal feudatario, e da pastori. In questo stesso periodo furono edificate diverse sedi di culto, tra cui la cappella di San Nicola e la primitiva chiesa di S. Stefano, accanto al palazzo del Feudatario.
Nel XV secolo il feudo di Galluccio assunse la fisionomia ancora oggi riscontrabile: trentacinque villaggi, disseminati tra il Garigliano da un lato, Roccamonfina e Monte Camino dagli altri. Una bolla di papa Giulio II, ancora oggi conservata nell'Archivio della Collegiata di S. Stefano, riporta l'elenco delle chiese con cura d'anime, esistenti nel territorio di Galluccio: S. Andrea di Caspoli, S. Maria di Sipicciano, S. Donato, S. Reparata, S. Clemente, S. Onofrio, S. Quiro, S. Maria del Casale.
Accanto a queste esistevano altre chiese, senza cura d'anime, anch'esse riportate nella bolla, come la chiesa dell'Annunziata, accanto alla Collegiata. Già precedentemente il papa Eugenio IV, nel 1443, aveva stabilito che tutte le chiese esistenti in Galluccio fossero unite alla Collegiata di S. Stefano. Papa Giulio II decretò poi che dette chiese fossero immediatamente soggette alla Collegiata stessa. Secondo un'antica tradizione, fu proprio Giulio II a volere la costruzione della Collegiata di S. Stefano, così come si presenta oggi, riconoscente per l'accoglienza ricevuta dal parroco del luogo, nel periodo in cui sostò a Galluccio.

### Rinascimento
In uno dei borghi di Galluccio, denominato "Cavelle", nacque nel 1429 Giannantonio Campano, vescovo, governatore, legato pontificio, oratore, poeta e scrittore umanista. Egli stesso, in un suo carme, dice di essere nato a Galluccio, nel borgo di Cavelle. Fu vescovo di Crotone e di Teramo, Governatore pontificio di Todi, Foligno, Assisi e Città di Castello.
Fu oratore ufficiale della Missione pontificia in Germania, alla Dieta di Ratisbona. Morì a Siena nel 1477 e fu sepolto nella cattedrale della stessa città.
Addio o città un tempo carissima ai miei anni giovanili;

terra dolce e amica sopra tutte le altre, addio.

Che tu sia felice e che stiano bene gli uomini e le donne

e tutte le cose che i miei occhi conobbero.

Ti siano lontani i presagi del bellicoso Marte;

gli uomini campani vincano tutte le armi.

Il Volturno ti abbracci con le sue calme onde,

cingendo le tue lunghe mura con tenue sospiro.

O monti, o monti tutti lambiti dai fiumi,

o spiagge e campi congiunti al mare Tirreno,

o vanto di Ausonia, o patrii Penati, addio;

terra dolce e amica sopra tutte le altre, addio!

Che abbondino i ricchi alberi della florida Sessa,

che fu la prima arena delle mie gare.

Addio Liri e Gauro e spiagge di Minturno

e la ninfa Marica rapita da Ercole!

Ma pur volendo dire addio ad ogni monte e pianura,

voglio anzitutto salutare le mura della mia piccola Galluccio!

È lì la misera Cavelle che mi ha generato,

il villaggio piccolo, ma noto per il mio ingegno.

Mi disprezzi chi vuole e scherniscano i nomi agresti:

quelle selve danno rose intrecciate con viole.

Per quante piante i contadini coltivino nelle piantagioni,

qui l'albero cresce più grande nella terra non lavorata.

Quando vidi per la prima volta dalla spiaggia il mio paese natale,

non so quale dolcezza toccò il mio cuore.

Il mio animo scoppiò ed avanzai più volentieri,

ed i piedi procedevano celeri verso la loro casa.

Anche ora l'amore per chi mi ha generato ed i patrii Penati

mi portano dolcemente in uno stato che non so spiegare.

### Età moderna
Nel 1504 il feudo di Galluccio fu concesso da re Ferdinando al suo viceré, Consalvo di Cordova, in ricompensa dei servizi resi nella lotta contro l'esercito francese. Nel 1523 il feudo passò alla famiglia Abenavolo e poi, nel 1532, a Consalvo II di Cordova, che lo vendette poi, nel 1543, alla contessa Dorotea Spinelli, in cambio di 13 000 ducati. Fino al 1598 il feudo restò ai discendenti della contessa. Passò poi a Luigi Carafa (1638) ed infine al nobile fiorentino Vincenzo Velluti ed ai suoi discendenti, come è testimoniato dalle iscrizioni tombali, esistenti nella Collegiata di S. Stefano. Nel 1734 Galluccio fu teatro dello scontro fra Spagnoli ed Austriaci, che si contendevano il regno di Napoli: gli Spagnoli risultarono vincitori e divennero padroni del Regno, con il re Carlo III di Spagna (Carlo VII di Napoli).
Nel corso del XVIII secolo i centri abitati del territorio di Galluccio cominciarono ad ingrandirsi e si assisté al costituirsi di grossi nuclei di abitazioni non più sulle alture, ma nelle pianure, dove si disponeva di uno spazio maggiore. Si svilupparono perciò notevolmente i borghi intorno alla roccaforte, dando origine a borgate più vaste e più popolose del centro principale. Nelle immediate vicinanze della roccaforte si svilupparono i piccoli centri di Cavelle, Saraceni, Mieli, Pecorari, Cisterni. Agglomerati più vasti sorsero nelle località vicine: San Clemente, Sipicciano, Vaglie, Calabritto, Campo. Tutto il feudo contava duemila abitanti.
Dopo l'unità d'Italia, il territorio del comune di Galluccio dovette sopportare le angherie dei briganti, che si annidavano numerosi sui monti circostanti, perpetrando rapine, rapimenti ed assassinii ed obbligando la gente del posto a fornire i viveri necessari. Ancora fino a qualche anno addietro si raccontavano le gesta dei briganti Ciccio Guerra, Michelina Di Cesare, Domenico Fuoco, Alessandro Pace, Francesco Tommasino, Giacomo Ciccone e Raffaele Sangonato.
Nel corso del XIX secolo sorsero rivalità e diatribe tra le borgate del territorio di Galluccio, soprattutto fra il centro storico e la frazione più popolosa, San Clemente. La lotta per l'egemonia ebbe termine negli ultimi decenni del secolo, quando la Casa Comunale e gli uffici, che erano ubicati a pochi passi dal palazzo baronale e dalla Collegiata di S. Stefano, furono trasferiti definitivamente nella frazione San Clemente, che da quel momento divenne capoluogo amministrativo del comune di Galluccio.

### Novecento
Ancora una volta, nel 1943, Galluccio fu teatro di battaglia, fra i Tedeschi da un lato e gli Alleati dall'altro. Il giorno 1º novembre 1943 gran parte degli edifici fu minata e rasa al suolo: fu distrutto il palazzo baronale e parte della Collegiata di S. Stefano. La chiesa poté salvarsi grazie all'intervento dell'arciprete dell'epoca, don Emilio Calce, che riuscì a convincere il comandante tedesco a risparmiarla. La Collegiata è dedicata a santo Stefano, patrono storico del comune di Galluccio. Negli anni Settanta del secolo scorso, l'amministrazione comunale decise che la giornata festiva patronale si celebrasse il 17 gennaio, festa del patrono del borgo principale del comune, san Clemente.

### Simboli
Lo stemma e il gonfalone sono stati concessi con decreto del presidente della Repubblica del 22 ottobre 1986.
Il gonfalone è un drappo partito di bianco e di rosso.

## Monumenti e luoghi d'interesse
- Ex chiesa di San Donato, con numerosi affreschi, in località San Donato. Attualmente la chiesa versa in uno stato totale di abbandono.
- Collegiata di Santo Stefano protomartire, risalente ai secoli XIII-XVIII, con portale del XVI secolo e campanile del XIV secolo. L'interno è a tre navate con ricche decorazioni in stucco e soffitto a cassettoni con al centro la tela raffigurante la lapidazione di Santo Stefano, opera del pittore Jacopo Cestaro, allievo del Solimena. Il pavimento in maioliche è del XVII secolo. Addossati alle pareti i confessionali lignei del XVII secolo. Il presbiterio è delimitato da una balaustra in marmi policromi del XVII secolo, mentre il coro ligneo è del XVIII secolo e l'organo ligneo del XVII secolo. Numerose tele e opere d'arte sono presenti nei vari altari.
- Ex chiesa dell'Annunziata (accanto alla collegiata), risalente ai secoli XV-XVII, romanica, a navata unica, con affresco raffigurante l'Annunziata. È oggi usata per convegni e concerti di musica classica.
- Chiesa di San Nicola con affresco, in località Cisterni. Detta Cappella di S. Nicola conservava nell'oratorio inferiore un ciclo di affreschi bizantini di stile desideriano benedettino, ma allo stato attuale (settembre 2017) il sito è abbandonato e diruto e di proprietà privata. Gli affreschi sono stati staccati e conservati in proprietà private, mentre la cappella è invasa dai rovi e inaccessibile.
- Cappella Madonna del Carmine, risalente al secolo XVIII, a Galluccio.
- Chiesa di San Lorenzo e Sant'Onofrio, risalente al XV secolo, in località Borgo di Campo.
- Ruderi della chiesa di San Bartolomeo, XVII secolo, con muratura in opus siliceum, I secolo a.C., in località Sipicciano.
- Chiesa di Santa Maria del Trionfo o Sant'Anna, secoli XIV-XVII, con polittico del 1679 e statua di Sant'Ansano del XV secolo, in località Sipicciano.
- Chiesa di Santa Maria del Casale, secoli XIV-XVIII, in località Cinque Pietre-Borgo di Calabritto.
- Chiesa Madonna del Sorbello ad aula unica, in località Sorbello di San Clemente.

## Società

### Evoluzione demografica
Abitanti censiti

## Geografia antropica

### Borgate
- Bisanti
- Fortinelli
- Folchi
- Campanili
- Murata
- Mattei
- Ceci
- Collinverno
- Vandresi
- Le Querce
- Lottizzazione Damiani
- Cisterni
- Cavelle
- Mieli
- Pecorari
- Saraceni
- Gaudi
- Colle Volpano
- Colle Pignataro
- Pendino
- Martucci
- Tirelli
- Colle Tirelli

## Amministrazione
Fa parte della Comunità montana Monte Santa Croce.
| Periodo | Periodo   | Primo cittadino     | Partito                    | Carica  | Note |
| ------- | --------- | ------------------- | -------------------------- | ------- | ---- |
| 1985-   | 1989      | Massimo Messore     | Partito Comunista Italiano | Sindaco |      |
| 1990-   | 1993      | Massimo Messore     | Partito Comunista Italiano | Sindaco |      |
| 1993-   | 1994      | Francesco Lepore    | Democrazia Cristiana       | Sindaco |      |
| 1994-   | 1998      | Pietro Delle Donne  | Lista Civica (PDS)         | Sindaco |      |
| 1998-   | 2003      | Pietro Delle Donne  | Lista Civica (DS)          | Sindaco |      |
| 2003-   | 2008      | Stefano Bartoli     | Lista Civica               | Sindaco |      |
| 2008-   | 2013      | Filippo De Gregorio | Lista Civica               | Sindaco |      |
| 2013-   | 2018      | Giuseppe Galluccio  | Lista Civica               | Sindaco |      |
| 2018-   | in carica | Francesco Lepore    | Lista Civica               | Sindaco |      |